# Leszek Elektorowicz

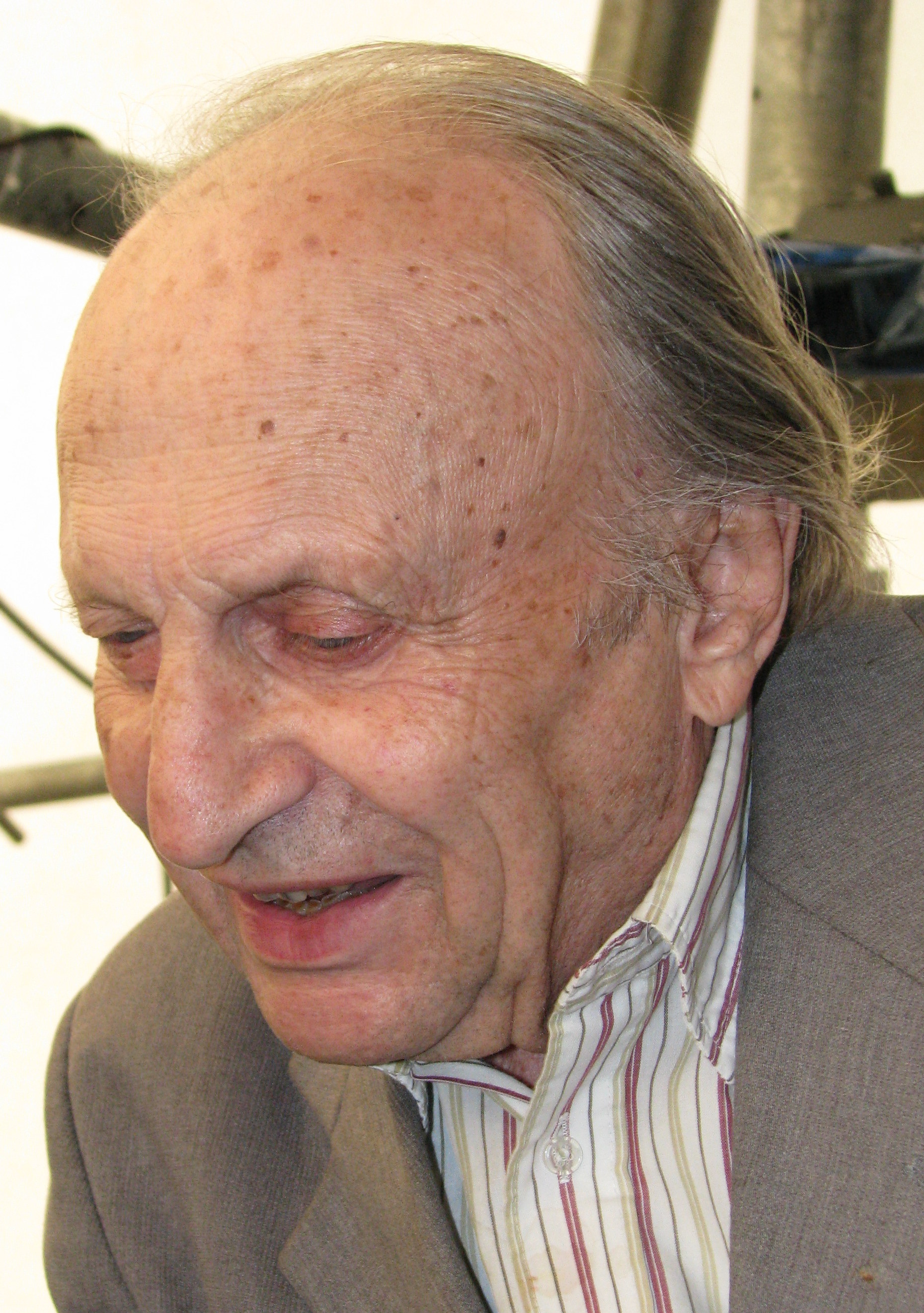
Leszek Elektorowicz - Kraków, 13 maja 2011

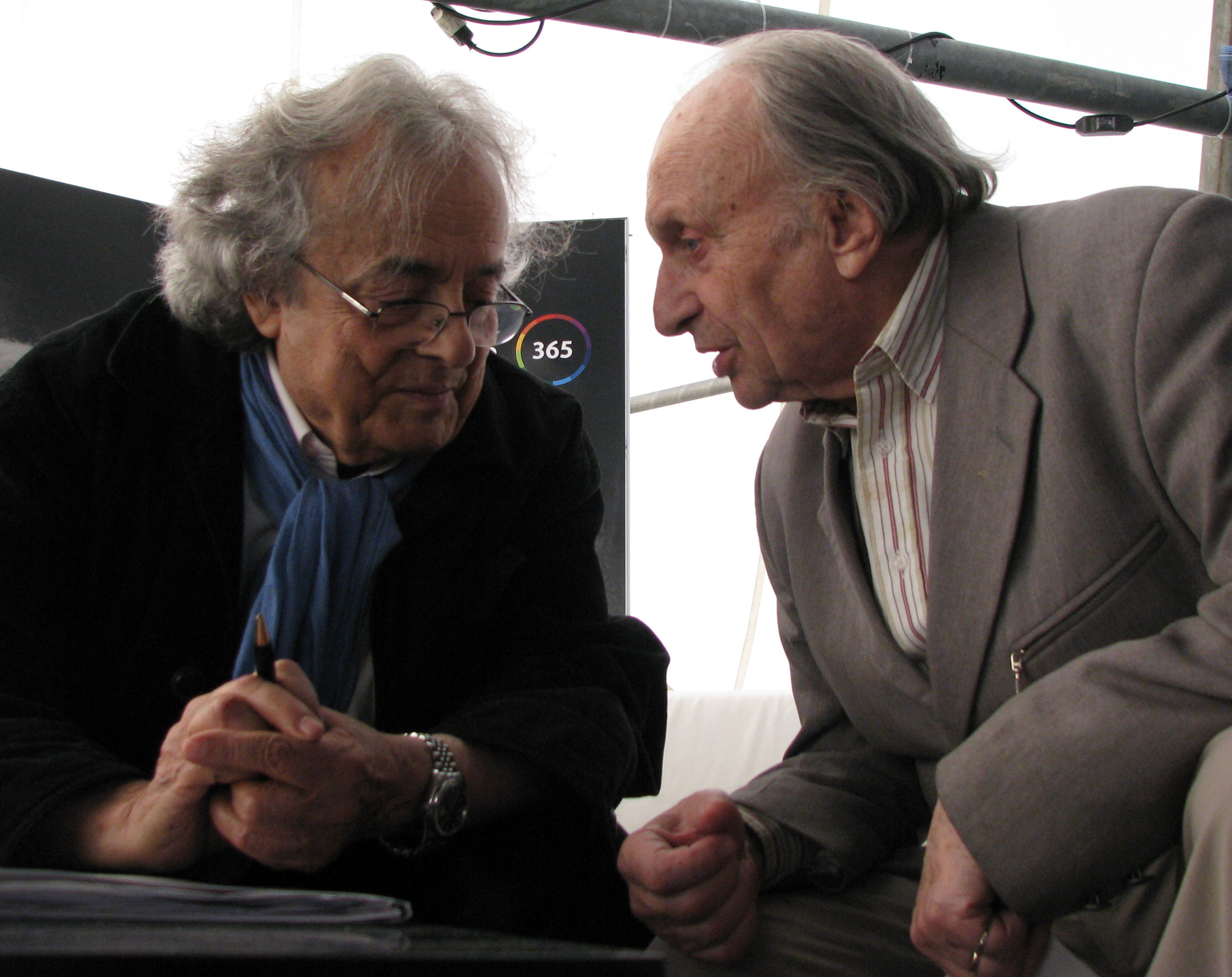
Leszek Elektorowicz w rozmowie z syryjskim poetą Adonisem - Kraków, 13 maja 2011

Leszek Elektorowicz, właśc. Lesław Witeszczak (ur. 29 maja 1924 we Lwowie, zm. 18 września 2019 w Krakowie) – polski poeta, prozaik, eseista, tłumacz.

## Życiorys
W czasie wojny był karmicielem wszy w Instytucie prof. Weigla we Lwowie. Maturę zdał na tajnych kompletach. Był żołnierzem AK. Ukończył studia z filologii angielskiej na Uniwersytecie Jagiellońskim. Debiutował w 1947 roku na łamach „Dziennika Literackiego”, przyjmując pseudonim Leszek Elektorowicz, pochodzący od nazwiska panieńskiego jego matki. W latach 1950–1956 zaprzestał wszelkich publikacji i pracował w Bibliotece Jagiellońskiej, w Polskim Wydawnictwie Muzycznym jako korektor i w 1956/57 roku w I Liceum Ogólnokształcącym im. Bartłomieja Nowodworskiego w Krakowie jako nauczyciel języka angielskiego. W latach 1957–1971 był członkiem zespołu redakcyjnego tygodnika „Życie Literackie”; zwolniony z powodów politycznych. W latach 1972–1977 kierownik literacki teatru „Bagatela”, zwolniony za list protestacyjny przeciw represjom w Radomiu 1976 roku. W latach 1981–1983 współzałożyciel i członek redakcji miesięcznika „Pismo”. W latach 1958–1983 członek Związku Literatów Polskich, od 1980 w Zarządzie Głównym. Członek PEN Clubu, ZAIKS-u, członek założyciel Stowarzyszenia Pisarzy Polskich, w latach 1983–1989 członek Zarządu Klubu Inteligencji Katolickiej. W 1966/67 roku uczestnik International Writing Program na University of Iowa. Prowadził wykłady na uniwersytetach USA (Berkeley, Austin, Chapel Hill, Durham), a także zajęcia z przekładu literackiego w Studium Literacko-Artystycznym na UJ. Od 2009 członek Społecznego Komitetu Odnowy Zabytków Krakowa (SKOZK). Był członkiem Kapituły Medalu „Niezłomnym w słowie”.
Był autorem tekstów publikowanych m.in. w „Twórczości”, „Znaku”, „Tygodniku Powszechnym”, „Odrze”, „W drodze”, „Tygodniku Solidarność”, „Arce”, „Arcanach” (był stałym współpracownikiem tego pisma). Ogłaszał też teksty w pismach drugiego obiegu: „Zapis”, „Miesięcznik Małopolski”, „Czas Solidarności”. Jego wiersze i opowiadania były zamieszczane w zagranicznych antologiach i czasopismach w przekładach na język angielski, francuski, czeski, niemiecki, hebrajski.
Pochowany 24 września 2019 na cmentarzu Rakowickim w Krakowie.

## Publikacje książkowe

### Poezje
- 1957: Świat niestworzony (Wydawnictwo Literackie, Kraków)
- 1962: Kontury (Wydawnictwo Literackie, Kraków)
- 1968: Przedmowy do ciszy (Wydawnictwo Literackie, Kraków)
- 1983: Całe kłamstwo świata (Wydawnictwo Literackie, Kraków)
- 1994: Jeden znak (Wyd. św. Stanisława, Kraków)
- 1998: Czasy i chwile (Baran i Suszczyński, Kraków)
- 2004: Niektóre stronice. Wiersze wybrane (Wydawnictwo Literackie, Kraków)
- 2006: Z(a)myślenia (Wyd. Arcana, Kraków)
- 2012: Wiersze dla Marii (Wyd. Arcana, Kraków)
- 2013: Juwenilia i senilia (Księgarnia Akademicka, Kraków)
- 2016: Rąbek królestwa (Wyd. Arcana, Kraków)
- 2019: Ścieżka do królestwa (Wyd. Arcana, Kraków)

### Opowiadania
- 1963: Rejterada (Śląsk, Katowice)
- 1971: Przechadzki Sylena (Czytelnik, Warszawa)
- 1977: Przeklęty Teatr (Wydawnictwo Literackie, Kraków)
- 1993: Być i nie być (Oficyna Literacka, Kraków)
- 2001: Nienawiść (Wyd. Arcana, Kraków)
- 2009: Mieć szczęście (Wyd.Arcana, Kraków)

### Powieści
- 1974: Gwiazdy drwiące (Czytelnik, Warszawa)
- 1980: W lochu Ferrary (Wydawnictwo Literackie, Kraków)

### Szkice i eseje
- 1966: Zwierciadło w okruchach (Państwowy Instytut Wydawniczy, Warszawa)
- 1970: Z Londynu do Teksasu i dalej (Wydawnictwo Literackie, Kraków)
- 1973: Motywy zachodnie (Wydawnictwo Literackie, Kraków)
- 1995: Anglosaskie muzy (Arcana, Kraków)

## Nagrody i nominacje
- 1975: Złoty Krzyż Zasługi
- 1999: Nagroda Ministra Kultury i Dziedzictwa Narodowego
- 2000: Nagroda Miasta Krakowa
- 2009: Złoty Medal „Gloria Artis”
- 2014: nominacja do Nagrody Poetyckiej Orfeusz za tom Juwenilia i Senilia[4]
- 2016: Krzyż Komandorski Orderu Odrodzenia Polski[5]
- 2017: nominacja do Nagrody Poetyckiej Orfeusz za tom Rąbek Królestwa[6]
- 2017: nominacja do nagrody im. J. Mackiewicza za tom Rąbek Królestwa

## Opracowania twórczości
- Katarzyna Wójcik, Wojciech Kudyba, Między bytem a niebytem. O twórczości Leszka Elektorowicza, Instytut Literatury, Kraków 2020[7]